# Lubno (województwo lubuskie)
Lubno (do 1945 niem. Liebenow) – wieś w Polsce położona w województwie lubuskim, w powiecie gorzowskim, w gminie Lubiszyn. Według danych z 2009 liczyła 797 mieszkańców.
Miejscowość leży w obrębie historycznej ziemi lubuskiej. Istniała już pod koniec XIII w. W latach 1300–po 1345 należała do dóbr zakonu cystersów w Mironicach, w następnych wiekach była kolejno w posiadaniu rodów von Strauss, Hanff, von Beerfelde, von Bassewitz i von Treichel. Od 1945 leży w granicach Polski.
W latach 1954–1957 wieś należała i była siedzibą władz gromady Lubno, po jej zniesieniu w gromadzie Lubiszyn. W latach 1975–1998 miejscowość należała administracyjnie do województwa gorzowskiego.
We wsi znajduje się późnoromański kościół z końca XIII w., w parku krajobrazowym z XIX w. stoją ruiny neogotyckiego pałacu z lat 1865–1875.

## Środowisko przyrodnicze
Dwa dęby szypułkowe, o wysokości 26 m i obwodzie 290 cm oraz wysokości 28 m i obwodzie 620 cm (pomnik przyrody, rośnie na skwerze nieopodal kościoła, wiek około 500 lat).

## Nazwa
Lyvenow 1300, 1307, Llibenow, Libenow 1337, Livenow 1345, Libbenow 1492, Liebenow 1833, Lubno 1947.

## Historia

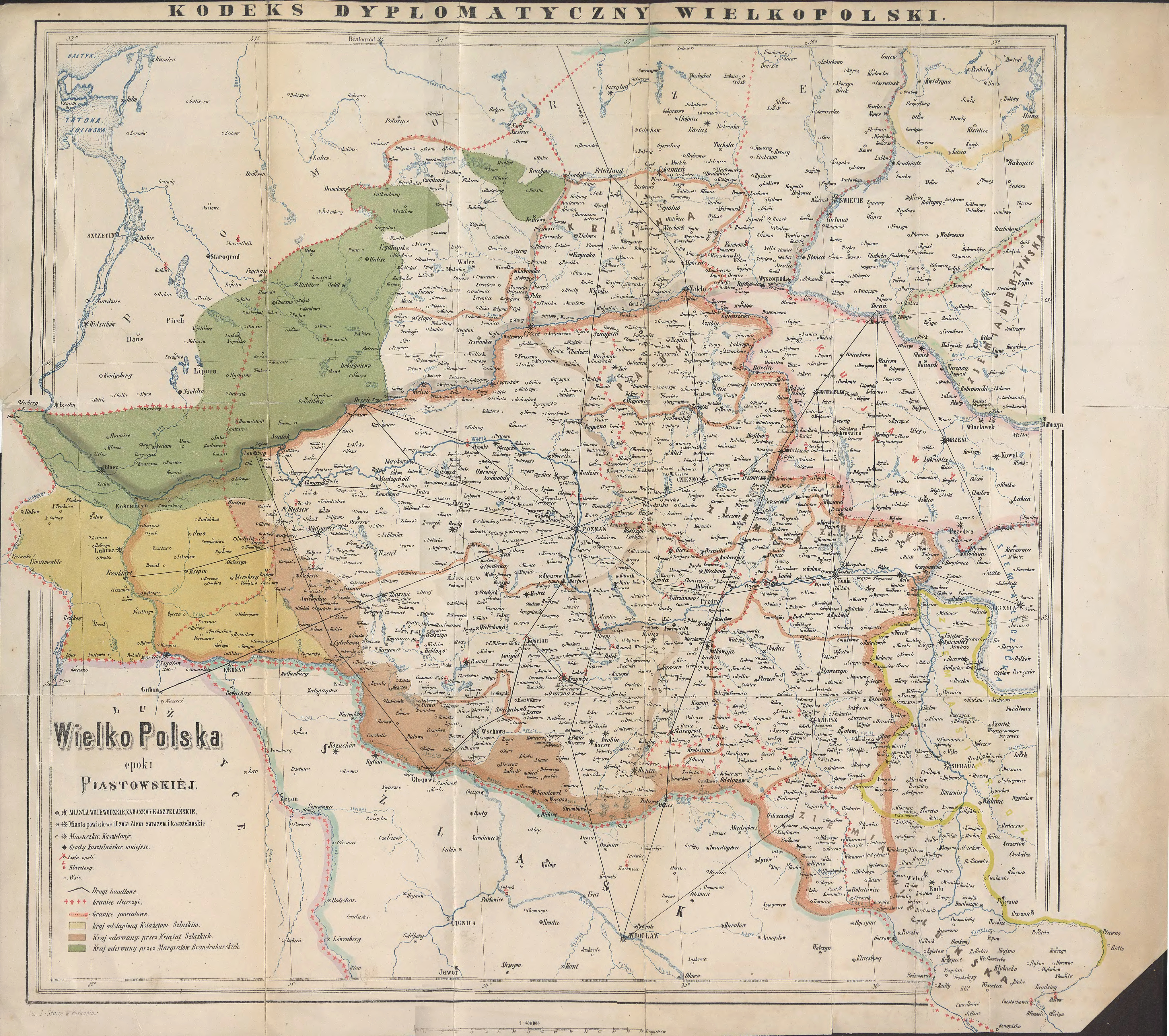
Mapa Wielkopolski epoki Piastów z XIX-wiecznego Kodeksu dyplomatycznego Wielkopolski z zaznaczonym Lubnem pod nazwą Łubno

Miejscowość jest niepoprawnie identyfikowana z Lubnem, wymienionym w dokumencie biskupa lubuskiego Henryka z 1243 r., który mówi o nadaniu śląskiego komesa Włosta wsi o takiej nazwie chwarszczańskim templariuszom, zapewne jako wynagrodzenie strat poniesionych przez zakon w bitwie pod Legnicą: „...quod cum nobili viro comite Volostone tractatum habui cum consensu capituli nostri in villis, que Lubno et Oboran vocantur, ultra Notes sitis, quas idem nobilis vir ad jus Teutonicum locare disposuit...”. Owo Lubno z dokumentu to opuszczona wieś w okolicy Dębna, zapewne w sąsiedztwie Oborzan. Wieś gorzowska (obecne Lubno) nigdy nie była w posiadaniu templariuszy i ich spadkobierców, joannitów.
- 1250 – margrabiowie brandenburscy z dynastii Askańczyków rozpoczynają ekspansję na wschód od Odry; z zajmowanych kolejno obszarów powstaje następnie Nowa Marchia
- Koniec XIII w. – istniała już wieś, na co wskazuje datacja kościoła
- 22.05.1300 – margrabia Albrecht III, przebywając w Kłodawie, funduje filię klasztoru w Kołbaczu o nazwie Locus coeli (Miejsce Nieba, potem Himmelstedt, obecnie Mironice) i uposaża ją 15 wsiami, w tym Lubnem.
- 1337 – wzmianka w księdze ziemskiej margrabiego brandenburskiego Ludwika Starszego pod nazwą Lliebenow (w ziemi gorzowskiej): „Lliebenow LXIIII, dos IIII, Dornsteten pro seruicio IIII, pactus VII solidos, filii Henningi de Wolkow tenent”[9] – wieś liczy 64 łany, wolne od ciężarów podatkowych są 4 łany parafialne (dos), lennikiem zobowiązanym do służby konnej jest Dornstedt[10] posiadający 4 łany, pakt (pactus) płacony przez chłopów wynosi 7 szylingów (solidos), posiadłości mają tu synowie Henninga Wulkow.
- 7.11.1355 – potwierdzenie nadania wsi cystersom, wystawione przez cesarza Karola IV
- 1405 – wzmianka, iż miejscowa parafia ma wpłacać do kasy biskupstwa lubuskiego 4 talenty rocznie podatku zwanego kathedratikum[11], przynależała administracyjnie do dekanatu kostrzyńskiego[12]
- 1460 – Lubno w posiadaniu rodu von Strauss[13]

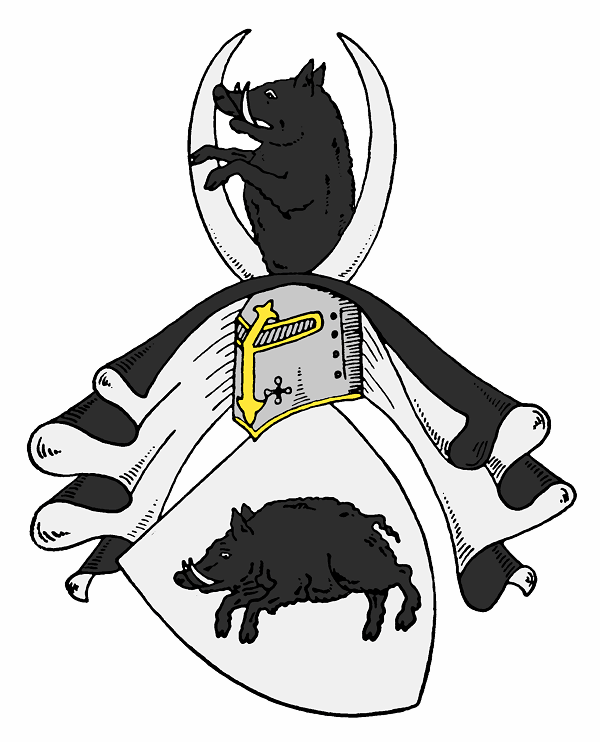
Herb rodu von Bassewitz

- 1492 – list lenny elektora Jana dla wszystkich nowomarchijskich Straussów (z Wojcieszyc, Krajnika i Różanek) stwierdza, że w ich posiadaniu jest również Lubno[14] (i pozostaje do 1617 r.[13])
- 1618–1648 (wojna trzydziestoletnia) – zniszczenia wsi w wyniku działań wojennych; pozostało zaledwie 4 włościan
- Około 1700–po 1718 – wieś jest w posiadaniu rodu Hanff; według „Die Klassifikation von 1718/19” w 1718 r. właścicielem był zarządca okręgu łowieckiego (niem. Jagdfiskal) Friedrich Hanff z Kostrzyna[15]
- 1740 – wieś przechodzi na własność majora Hansa Christopha von Beerfeldego
- 1792 – właścicielem Lubna zostaje Friedrich Wilhelm von Beerfelde (ur. 9.09.1773 w Lubnie, zm. 17.08.1837 w Lubnie)[16], syn landrata gorzowskiego Christiana Wilhelma von Beerfeldego (ur. ok. 1730 w Lossow – zm. 4.04.1792 w Lubnie; żona Dorothea Sophia von Sydow, ur. 25.04.1754 w Trampe, zm. 1812), który z kolei odziedziczył je po wuju, Hansie Christophie
- 20.4 1840 – najstarsza córka Friedricha Wilhelma von Beerfeldego, Clementine Luise Sophie (ur. 17.09.1817 w Lubnie, zm. 14.11.1861 w Lubnie) wychodzi za mąż za Juliusa von Bassewitza (ur. 8.11.1813 w Sulechowie – zm. 8.07.1886 w Weimarze, rotmistrz w stanie spoczynku)[17], który w tym też roku kupuje Lubno za 45.000 talarów. Wieś liczy 54 domy i 460 mieszkańców.
- 1850 – majątek Lubno wraz z folwarkami Liebenower Wiesen (Lewno) i Blumenthal (Kwiatkowice) liczy 886 ha (3470,166 mórg reńskich), z tego 511 ha gruntów ornych (2000,35 mórg), 39,5 ha łąk (154,95 mórg) i 327 ha lasów (1280,164 mórg)[18]
- 1853 – przypadkowo przy kopaniu studni odkryto pokłady węgla brunatnego; Julius von Bassewitz założył następnie w okolicznych lasach kilka kopalń węgla brunatnego, wydobywanego jeszcze w dwudziestoleciu międzywojennym
- 14.11.1861 – umiera Clementine Luise Sophie[19], majątek przechodzi na wyłączną własność rodu von Bassewitz
- 1865-1875 – Julius von Bassewitz buduje pałac – dwukondygnacyjny, z prostokątną wieżą zwieńczoną bogatym krenelażem, założony na rozbudowanym planie zarysowanego prostokątami wieloboku
- 1889 – Eberhard von Bassewitz (ur. 7.08.1843 w Lubnie, zm. 20.12.1916 w Gleźnie)[20], syn Juliusa, sprzedaje Lubno właścicielowi Stanowic, Karlowi Wilhelmowi Emilowi Rudolphowi Treichel (ur. 27.5.1827 – zm. 1898).

Ten wydzierżawił Lubno swojemu bratu, Georgowi, który następnie wydzierżawił je kolejnemu bratu, Karlowi Wilhelmowi Viktorowi (ur. 22.03.1868 w Stanowicach, dr prawa) ożenionemu w 1897 r. z baronową Anną Olgą Elisabeth Freiin von Bock.
- 16.06.1913 – Karl Wilhelm Viktor Treichel otrzymuje tytuł szlachecki wraz z prawem używania „von” przed nazwiskiem.
- 2.03.1932 – z inicjatywy Ericha von dem Bacha-Zelewskiego, w Lubnie z kilkugodzinną wizytą i noclegiem przebywał Adolf Hitler, w drodze ze Szczecina do Wrocławia[21]. Właścicielem majątku jest wówczas syn Karla Wilhelma, Hans Carl von Treichel (ur. 13.08.1900 w Lubnie, zm. 7.03.1937); ożeniony 24.05.1924 r. w Poczdamie z baronową Celiną Freiin von Mirbach (ur. 10.02.1902 w Antwerpii, zm. 8.03.1937 w Lubnie). Oboje byli związani z ruchem narodowego socjalizmu, będąc pod wpływem Ericha von dem Bacha-Zelewskiego, który miał majątek w sąsiednim Bogdańcu. Hans von Treichel był członkiem SS o numerze 1 043 459, 20.04.1936 r. otrzymał awans na SS-Sturmbannführera[22]
- 7.3.1937 – Hans Carl Victor von Treichel zmarł po operacji wyrostka robaczkowego, dzień po nim popełnia samobójstwo jego żona[23]. Pozostawili trójkę dzieci: Gizelę Carmen (ur. 5.07. 1925 w Lubnie), Marinę Celinę (ur. 5.09.1928 w Lubnie) oraz Hansa Adolfa (ur. 5.06.1932 w Lubnie). Osierocone dzieci zamieszkały z siostrą matki Maimi von Mirbach w Poczdamie (wiolonczelistka i członkini Kościoła Wyznającego, w czasie II wojny światowej pomagała Żydom, za co 2.04.1981 r. została uhonorowana odznaczeniem „Sprawiedliwy wśród Narodów Świata”)[24].
- 1938 – zarządcą dóbr w Lubnie zostaje Erich von dem Bach-Zelewski
- 1939 – majątek rodzinny zostaje sprzedany przez prawnego opiekuna nieletnich Treichelów, Ericha von dem Bach-Zelewskiego
- Po 1945 – majątek zostaje znacjonalizowany
- 17.03.1946 – poświęcenie kościoła jako rzymskokatolickiego
- 1975–1998 – miejscowość administracyjnie należała do województwa gorzowskiego
- 2013 – Lubno zwyciężyło w konkursie na najpiękniejszą lubuską wieś 2013 r., organizowanym przez sekretariat regionalny Krajowej Sieci Obszarów Wiejskich, Lubuskie Stowarzyszenie Sołtysów, Lubuski Ośrodek Doradztwa Rolniczego i Lubuska Izbę Rolniczą[25]

| Właściciel                                | Lata                |
| ----------------------------------------- | ------------------- |
| Zakon cystersów                           | 1300- po 1345       |
| Dornstedt, Wulkow                         | 1337                |
| von Strauss                               | 1460-1617           |
| Hanff                                     | około 1700- po 1718 |
| Hans Christian von Beerfelde              | 1740-?              |
| Christian Wilhelm von Beerfelde           | ?-1792              |
| Friedrich Wilhelm von Beerfelde           | 1792-1837           |
| Clementine Luise Sophie von Beerfelde (?) | 1837-1840           |
| Julius von Bassewitz                      | 1840-1886           |
| Eberhard von Bassewitz                    | 1886-1889           |
| (von) Treichel                            | 1889-1939           |

## Ludność
Ludność w ostatnich 3 stuleciach:

## Architektura

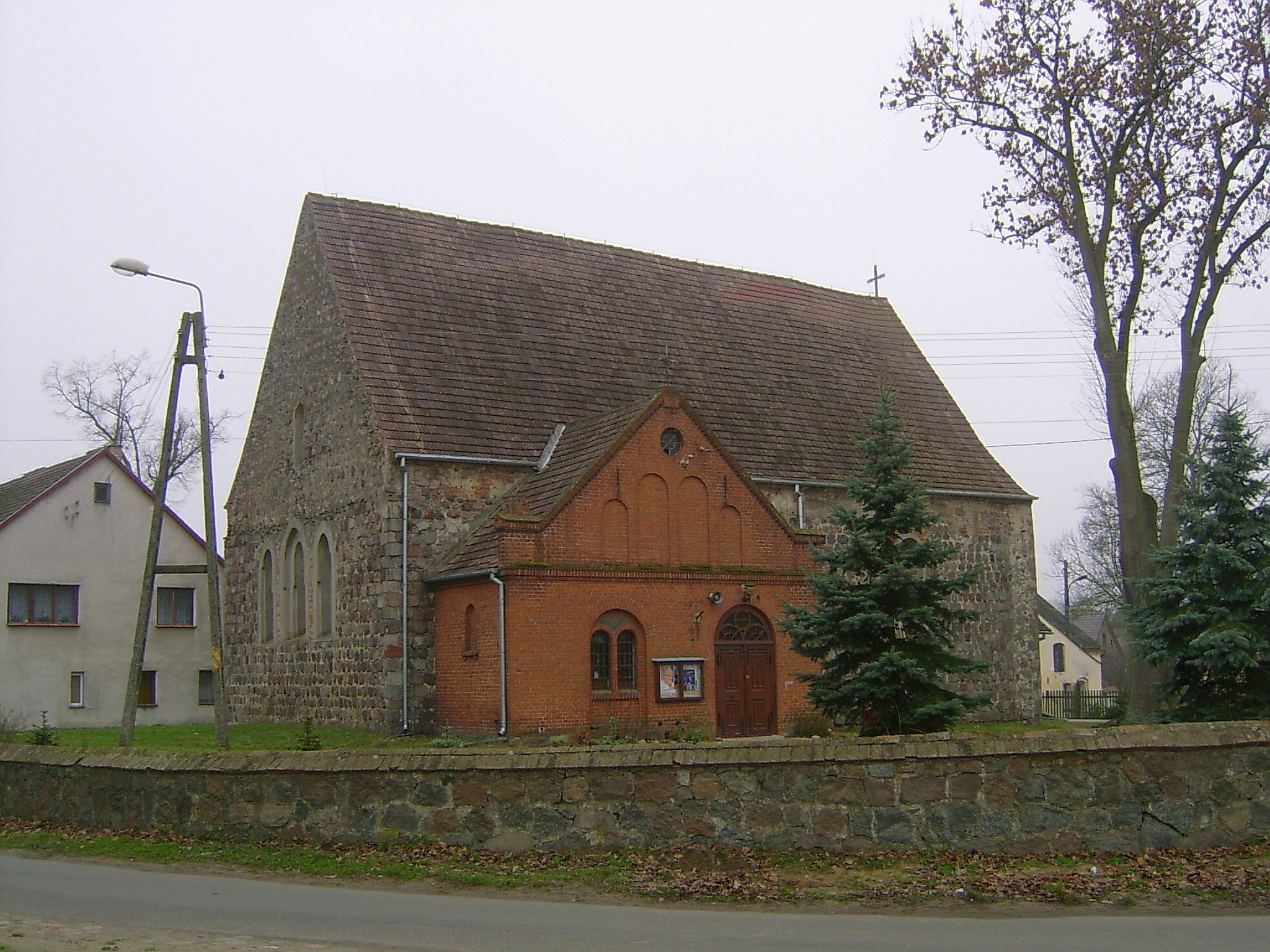
Kościół św. Józefa

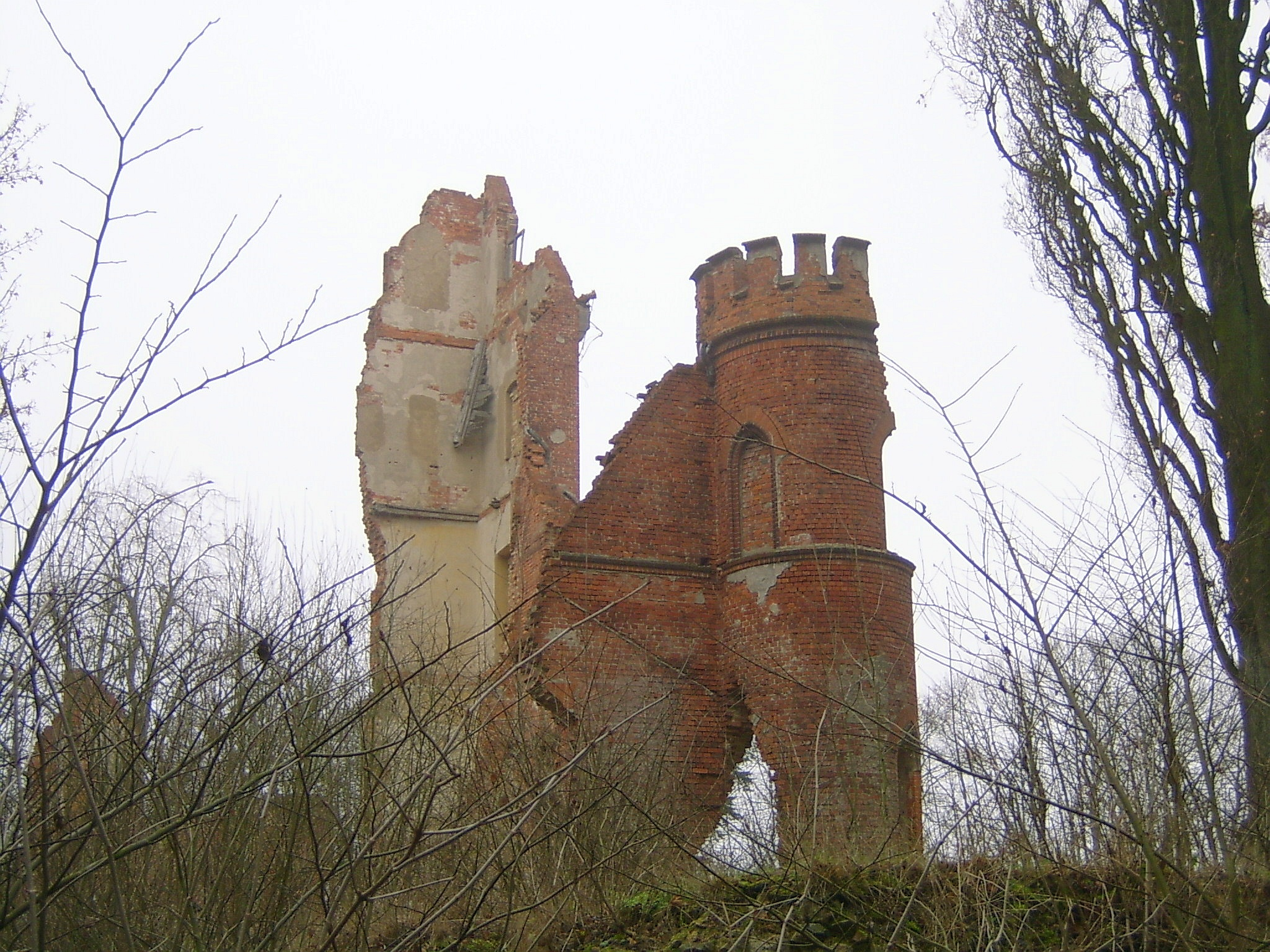
Ruina pałacu, stan z 2006 r.

- kościół parafialny pw. św. Józefa – późnoromański z końca XIII w., orientowany, jednonawowy, zbudowany z granitowych ciosów z oryginalnym romańskim portalem w południowej ścianie, obecnie zamurowanym; w szczycie wschodnim znajdują się trzy pierwotne wąskie otwory okienne – symbol Trójcy Świętej. Podczas remontu w 1796 r. został otynkowany, a większość otworów okiennych przekształcono. W latach 1825–1826 dobudowano do północnej strony neoromańską zakrystię. Okolony kamiennym murem. Drewniana dzwonnica z XIX w. Drewniane wyposażenie kościoła zostało zniszczone 31.01/1.02.1945 r, kiedy to posłużyło za opał żołnierzom radzieckim i przejętej przez nich grupie jeńców francuskich obozu I.G. Farben w Gorzowie[11].
- park krajobrazowy – z XIX w., o powierzchni 5,5 ha; rośnie tu 36 gatunków drzew liściastych i 9 iglastych oraz 14 gatunków krzewów i pnączy[11]. Na terenie parku znajdują się ruiny pałacu oraz cmentarz niemiecki.
- ruiny neogotyckiego pałacu – wybudowany w latach 1865–1875 przez Juliusa von Bassewitza, architektem był Carl Lüdecke, który inspirowany poczdamskim Babelsbergiem, nadał mu kształt neogotyckiego zamku. Po 1945 r. nie uległ zniszczeniu i był wykorzystywany na biura zarządu gminy Lubno oraz administrację Państwowych Nieruchomości Ziemskich, potem jako biura i mieszkania PGR. Opuszczony w 1963 r., popadł w ruinę.

Legenda związana z pałacem mówi, że do dziś jeszcze w niektóre noce można napotkać Celinę, żonę Hans Carla von Treichela, galopującą konno po otaczającym go parku. Popełniła ona samobójstwo (z broni palnej) po śmierci męża, gdyż podobno czuła się jej winna – to ona namówiła go na podróż do Berlina pomimo tego, iż źle się czuł i narzekał na uciążliwe bóle brzucha. Tam też jego stan zdrowia się pogorszył, zdiagnozowano wyrostek robaczkowy, jednak pacjent nie zgadzał się na operację w stolicy nastając na przewiezienie do Gorzowa. Operację wykonano niestety zbyt późno i von Treichel zmarł.
- we wsi znajduje się kilka domów szachulcowych z 1. połowy XIX w. oraz z przełomu XIX/XX w.
- na cmentarzu komunalnym znajdują się groby niemieckie i ruiny kaplicy
- w centrum wsi stoi pomnik ku czci uczestników i żołnierzy walczących w II wojnie światowej

## Gospodarka
W 2013 r. liczba zarejestrowanych podmiotów gospodarczych wyniosła 41, za tego 31 to osoby fizyczne prowadzące działalność gospodarczą i 10 osób prawnych lub jednostek niemających osobowości prawnej:
| Dział                                      | Ilość |
| ------------------------------------------ | ----- |
| rolnictwo, leśnictwo, łowiectwo i rybactwo | 6     |
| przemysł i budownictwo                     | 9     |
| pozostała działalność                      | 26    |

W maju roku 2016 Enea uruchomiła w Lubnie farmę wiatrową „Baczyna” o mocy 14,1 MW składającą się z sześciu siłowni o mocy 2,35 MW i wieży o wysokości 104 metrów każda.

## Edukacja
- Szkoła podstawowa z oddziałem przedszkolnym

## Instytucje i stowarzyszenia
- Ochotnicza Straż Pożarna
- Koło Gospodyń Wiejskich
- Kółko Rolnicze
- Stowarzyszenie Przyjaciół Szkoły Podstawowej w Lubnie „Promyk”
- Klub Seniora

## Związki wyznaniowe

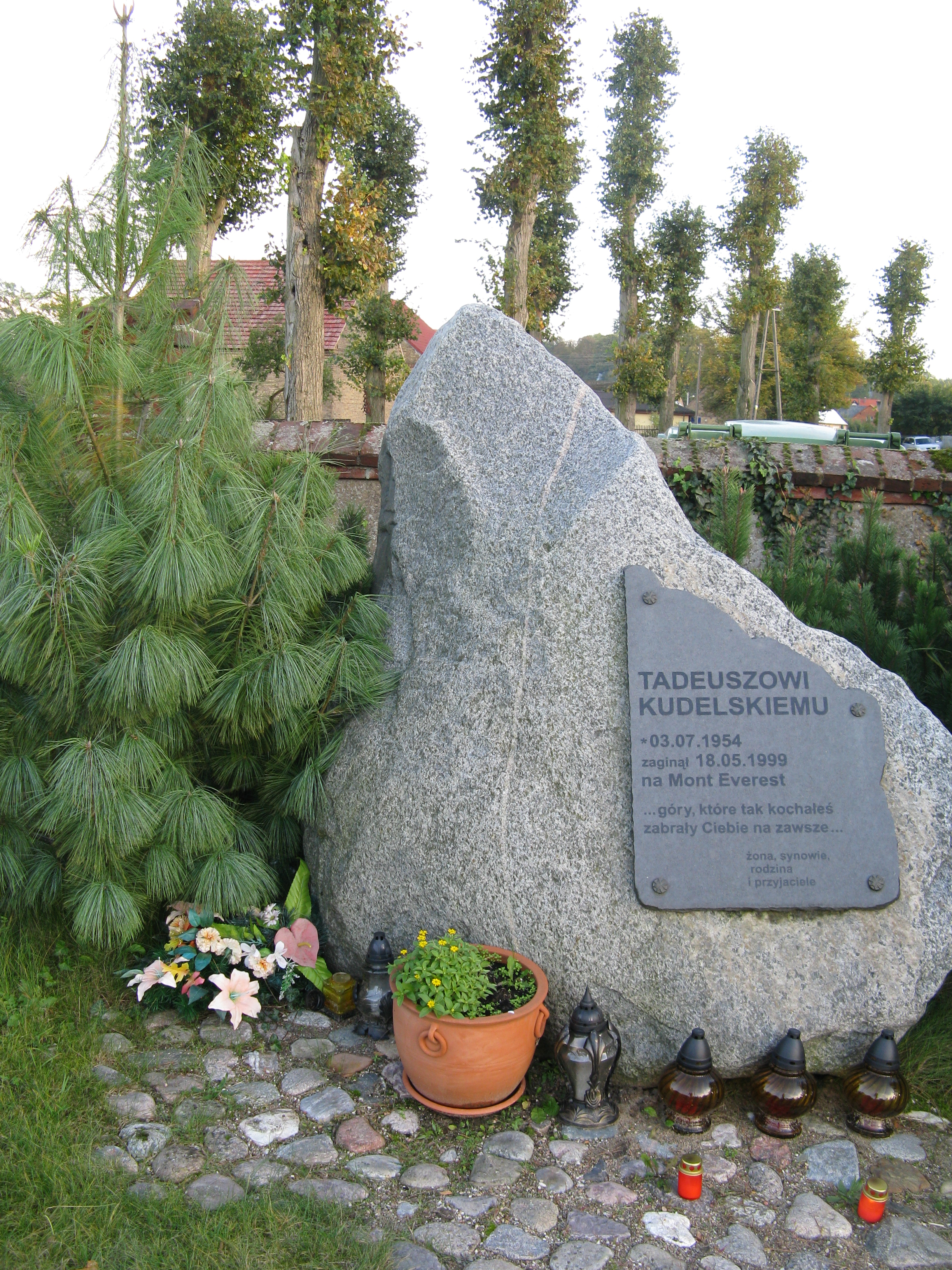
Kamień upamiętniający Tadeusza Kudelskiego na cmentarzu w Lubnie

Parafia rzymskokatolicka pw. św. Józefa – erygowana 26.08.1985 r., kościół parafialny pw. św. Józefa, kościoły filialne: pw. Matki Bożej Królowej Świata w Stanowicach i pw. św. Mikołaja w Wysokiej.

## Sport
Swoją siedzibę ma tu piłkarski Klub Sportowy „Błękitni” Lubno założony w 1975 roku i występujący w sezonie 2023/2024 w klasie A, gr. Gorzów Wielkopolski II. Barwy klubu: błękitno-białe.

## Znane postaci
- Gerdt von Bassewitz – według niepotwierdzonych źródłowo informacji, miał spędzić dzieciństwo w Lubnie[11]
- Tadeusz Kudelski – urodzony w Lubnie, himalaista, w 1999 r. zdobył Mount Everest, zginął w czasie zejścia w trudnych warunkach atmosferycznych; na cmentarzu w Lubnie znajduje się jego symboliczna mogiła (duży granitowy głaz)